# Ivey
Ivey és una població dels Estats Units a l'estat de Geòrgia. Segons el cens del 2000 tenia 1.100 habitants.

## Demografia
Segons el cens del 2000, Ivey tenia 1.100 habitants, 434 habitatges, i 314 famílies. La densitat de població era de 165,9 habitants/km².
Dels 434 habitatges en un 33,6% hi vivien nens de menys de 18 anys, en un 58,5% hi vivien parelles casades, en un 11,1% dones solteres, i en un 27,6% no eren unitats familiars. En el 23,7% dels habitatges hi vivien persones soles el 8,1% de les quals corresponia a persones de 65 anys o més que vivien soles. El nombre mitjà de persones vivint en cada habitatge era de 2,53 i el nombre mitjà de persones que vivien en cada família era de 3,03.
Per edats la població es repartia de la següent manera: un 27% tenia menys de 18 anys, un 8,9% entre 18 i 24, un 29,9% entre 25 i 44, un 22,5% de 45 a 60 i un 11,6% 65 anys o més.
L'edat mediana era de 36 anys. Per cada 100 dones de 18 o més anys hi havia 93,5 homes.
La renda mediana per habitatge era de 38.750 $ i la renda mediana per família de 41.071 $. Els homes tenien una renda mediana de 31.083 $ mentre que les dones 21.953 $. La renda per capita de la població era de 16.710 $. Entorn del 7,4% de les famílies i el 8,5% de la població estaven per davall del llindar de pobresa.

## Poblacions més properes
El següent diagrama mostra les poblacions més properes.